# Chipset

Schema a blocchi di un chipset, si nota in particolare la divisione in due circuiti indipendenti: il northbridge e il southbridge

Un chipset (dall'unione delle parole "chip" e "set" che, in lingua inglese, significano "integrato" e "insieme") in elettronica è l'insieme di circuiti integrati di una scheda madre che si occupano di smistare e dirigere il traffico di informazioni tra le varie componenti della scheda. I principali produttori di chipset sono Intel, AMD, NVIDIA, VIA Technologies e SiS.

## Storia
I primi computer erano basati su schede madri composte da numerosi integrati, ognuno preposto al controllo di una particolare caratteristica del sistema: c'era un chip per leggere l'input dall'utente (gestione della tastiera e, successivamente, del mouse), un chip per la generazione della grafica, un chip per la generazione del suono, uno dedicato all'accesso alla memoria, e altri ancora che si occupavano della gestione dei segnali di temporizzazione, degli interrupt e altri ancora. Esempi di console giochi e computer contenenti diversi chip preposti a diversi scopi sono la console Atari 2600, i computer Atari ad 8 bit, la console Atari 5200, i computer della Commodore ad 8 bit (VIC-20, C64, C16/Plus4 e C128) e 16/32 bit (serie Amiga). Anche i primi PC IBM e compatibili (che condividevano la stessa architettura) presentavano un chipset composto da numerosi integrati. Verso la fine del XX secolo e con l'introduzione dei sistemi basati su Intel 486, per ridurre il numero di chip i produttori iniziarono a riunire diverse funzioni svolte da chip separati in un unico integrato, arrivando ai sistemi anche con due soli integrati del 1995.

## Descrizione
In generale, uno specifico chipset è progettato per una determinata famiglia di processori e, qualora debba occuparsi anche della gestione della memoria, anche per una specifica tecnologia di RAM; supporta quindi le velocità di Bus frontale (FSB) e le velocità del Bus di memoria corrispondenti ai processori e ai moduli di memoria che entrano in commercio durante il periodo di vita del chipset.
La qualità di un chipset dipende sia dalle funzionalità che supporta sia dalla sua capacità di far scorrere i dati tra la CPU e i sottosistemi alla massima velocità (con la maggior larghezza di banda possibile) e con il minimo ritardo (latenza); naturalmente anche il chipset ha una sua "velocità" che viene misurata in MHz come nel caso dei processori e dipende dalla sua architettura e dalla tecnologia implementata in esso.
A seconda del tipo di processore supportato, i chipset possono avere grandi differenze strutturali. I chipset dei server sono specifici per questa tipologia di computer. I PC di tipo portatile hanno il chipset integrato con il processore.

### Funzionalità
Sovrintende alla comunicazione tra i componenti fondamentali dell'hardware, attraverso il bus di sistema fra CPU, RAM e controller delle periferiche di ingresso/uscita come ad esempio unità a dischi floppy, dischi rigidi
Potrebbe essere paragonato ad una sorta di "controllore del traffico". Anche il chipset, come gli altri componenti, richiede un driver specifico, caricato dal sistema operativo.

## Implementazioni

### Chipset Intel
Per molti anni, Intel ha continuato a utilizzare la suddivisione del chipset in due chip principali; nella maggior parte dei casi è presente un chip dedicato alle interfacce ad alta velocità (controller della memoria RAM e controller per l'interfaccia grafica AGP o PCI Express) e un altro chip che supporta tutte le altre interfacce di I/O.
Questa configurazione è schematizzata graficamente collocando la CPU in cima, il chip di comunicazione con grafica e memoria sotto la CPU e il circuito con le interfacce di ingresso/uscita più in basso. Per questo motivo, i due circuiti del chipset hanno preso il nome di:
- Northbridge: circuito che permette il collegamento ad alta velocità tra i componenti critici per le prestazioni del computer:
  - Il processore, che ha il compito principale di effettuare i calcoli che permettono al computer di funzionare. Ci si riferisce ad esso come il cervello del computer;
  - la memoria RAM (random-access memory, ovvero "memoria ad accesso casuale"), contenente le parti essenziali del sistema operativo in uso, per una maggiore velocità di accesso da parte dei processi, e costituisce la memoria primaria;
  - gli slot di espansione principali, come PCI, PCI Express e AGP, che ospitano schede e processori grafici o fisici ad alte prestazioni; Nelle schede madri più recenti sono presenti slot SATA e/o ATA per il collegamento di unità disco.
- southbridge: circuito che gestisce le interfacce a bassa velocità quali:
  - le porte seriali e parallele;
  - le porte USB;
  - l'interfaccia Ethernet;
  - le interfacce per la tastiera e il mouse.

Il chipset montato sulla scheda madre, viene dunque separato in due parti: southbridge e northbridge; sebbene ci siano delle istanze che collegano i due bridge è comodo dividere in due parti il chipset per ridurre al minimo effetti di strozzatura. A partire dalla fine del 2008, anche Intel ha iniziato a spostare il controller della memoria RAM dal northbridge del chipset all'interno delle proprie CPU, in modo da ridurre al minimo la latenza di accesso. Si tratta di un approccio che la rivale AMD aveva già intrapreso ben 5 anni prima, come illustrato più avanti. La prima architettura Intel per il mercato dei processori x86 dotata di controller della memoria integrato è quella conosciuta come Nehalem alla base dei processori Core i7 Bloomfield. Successivamente, nel corso del 2009, è arrivato anche il primo processore IA-64 di Intel integrante tale controller, ed è stato l'Itanium 2 basato sul core Tukwila. Nelle piattaforme per i processori Core i7 Bloomfield sono comunque presenti sia il northbridge che il southbridge, commercializzati con il nome di X58, un modello della famiglia di chipset Tylersburg, malgrado il controller della memoria RAM, come detto, non si trovi più all'interno del chipset. Dal 2009 i chipset della famiglia Ibex Peak si accompagnano ai processori di fascia media dell'architettura Nehalem, chiamata Core i5. I chipset della famiglia Ibex Peak sono progettati con un unico chip, con miglioramenti in termini di progetto delle schede madri e di consumi.

### Chipset AMD
AMD, a partire dall'ottava generazione delle proprie CPU (ovvero quelle appartenenti alla famiglia K8, commercializzate come Athlon 64 e Opteron) ha iniziato la strada dell'integrazione. Al pari di quanto è avvenuto nel corso del 2009 per i chipset Intel, già dal 2003 le schede madri per processori AMD non presentarono più il northbridge le cui funzioni (principalmente il controller della memoria RAM) furono integrate all'interno della CPU stessa.

### Dispositivi mobili
I produttori tradizionali (a cui si sono aggiunti alcuni specializzati in questo segmento) del vasto mondo dei dispositivi mobili hanno dovuto progettare soluzioni ad hoc di chipset. Esistono quindi delle serie di chipset dedicate a smartphone, tablet, navigatore satellitare, ecc. I chipset di questi apparecchi sono sostanzialmente diversi da quelli dei PC tradizionali e sono tipicamente integrati con il processore (tecnologia SoC).